# Lisa Steinkamp
Lisa Steinkamp (* 17. August 1990 in Tuttlingen) ist eine deutsche Leichtathletin. Sie war Deutsche Hallenmeisterin 2013 im Weitsprung und gewann Bronze bei den Deutschen Leichtathletik-Meisterschaften 2013 und bei den Deutschen Leichtathletik-Hallenmeisterschaften 2014.

## Leben
Lisa Steinkamp begann ihre Leichtathletikkarriere beim TV 1847 Engen e.V. 2009 wechselte sie zum VfL Sindelfingen.
Im selben Jahr wurde Lisa Steinkamp Deutsche Jugendmeisterin und Deutsche Jugend-Hallenmeisterin im Weitsprung.
Bei den Deutschen Leichtathletik-Hallenmeisterschaften 2013 gewann sie am 24. Februar 2013 mit einer Weite von 6,38 Meter die Disziplin Weitsprung. Ihren bisher größten Erfolg erzielte sie am 30. Mai 2013 beim Springer-Meeting in Wesel, wo sie mit einer Weite von 6,58 Meter einen neuen württembergischen Verbandsrekord aufstellte. 

Seit Januar 2014 startet sie für den LAV Tübingen. Am 23. Februar sprang sie bei den Deutschen Leichtathletik-Hallenmeisterschaften 2014 in Leipzig mit 6,45 Meter neuen Baden-Württembergischen Hallenrekord und wurde damit Dritte.

## Bestleistungen
- Persönliche Bestleistung Freiluft: 6,58 Meter (30. Mai 2013)
- Persönliche Bestleistung Halle: 6,45 Meter (23. Februar 2014)

## Erfolge
- Deutsche Meisterin 2013 – (6,38 Meter)